# Ołeksandr Muraszko
Ołeksandr Ołeksandrowycz Muraszko (ukr. Мурашко Олександр Олександрович; ur. 26 sierpnia?/7 września 1875 w Kijowie, zm. 14 czerwca 1919 tamże) – ukraiński malarz. Autor obrazów o tematyce rodzajowej, a przede wszystkim portretów, wyróżniających się głębią psychologicznego rysunku przedstawianych osób. Najważniejszy ukraiński malarz końca XIX i pocz. XX w.

## Życiorys
Urodził się w Kijowie. Był nieślubnym synem służącej, córki wiejskiego prawosławnego proboszcza Marii Kraczkowskiej i przez pierwsze 20 lat życia nosił jej nazwisko. Przez pierwsze siedem lat życia pozostawał pod opieką babki, wychowywał się na wsi w pobliżu Borzny. Następnie jego matka sprowadziła go do Czernihowa, gdzie żyła z Ołeksandrem Muraszką, ikonografem, rzeźbiarzem i twórcą ikonostasów. Ołeksandr Kraczkowski został pomocnikiem w jego pracowni. Kiedy Marija Kraczkowska i Ołeksandr Muraszko zawarli związek małżeński, syn kobiety przybrał nazwisko ojczyma. Wcześniej, w 1887 r., Ołeksandr Muraszko-starszy otrzymał zamówienie na wykonanie części prac w budowanym właśnie soborze św. Włodzimierza w Kijowie, dlatego przeniósł do Kijowa swoją pracownię rzeźbiarską i przeprowadził się tam z rodziną.
Młody Ołeksandr chciał zostać malarzem i kształcić się w akademii sztuk pięknych, jednak ojczym oczekiwał, że syn jego żony pozostanie jego pomocnikiem w pracowni, a następnie również zajmie się malarstwem ikonowym. Ołeksandr podjął naukę w szkole duchownej, jednak wielokrotnie opuszczał zajęcia, za to potajemnie przychodził do szkoły malarskiej prowadzonej przez brata ojczyma, Mykołę Muraszkę. Przyglądał się też pracy Wiktora Wasniecowa i Michaiła Wrubla przy dekoracji soboru św. Włodzimierza, co ostatecznie przekonało go, że chce być w przyszłości malarzem. Mykoła Muraszko przekonał brata, by wyraził zgodę na wstąpienie przez przybranego syna do Akademii Sztuk Pięknych w Petersburgu. Listy polecające dla Ołeksandra Muraszki podpisali Wiktor Wasniecow i Adrian Prachow.

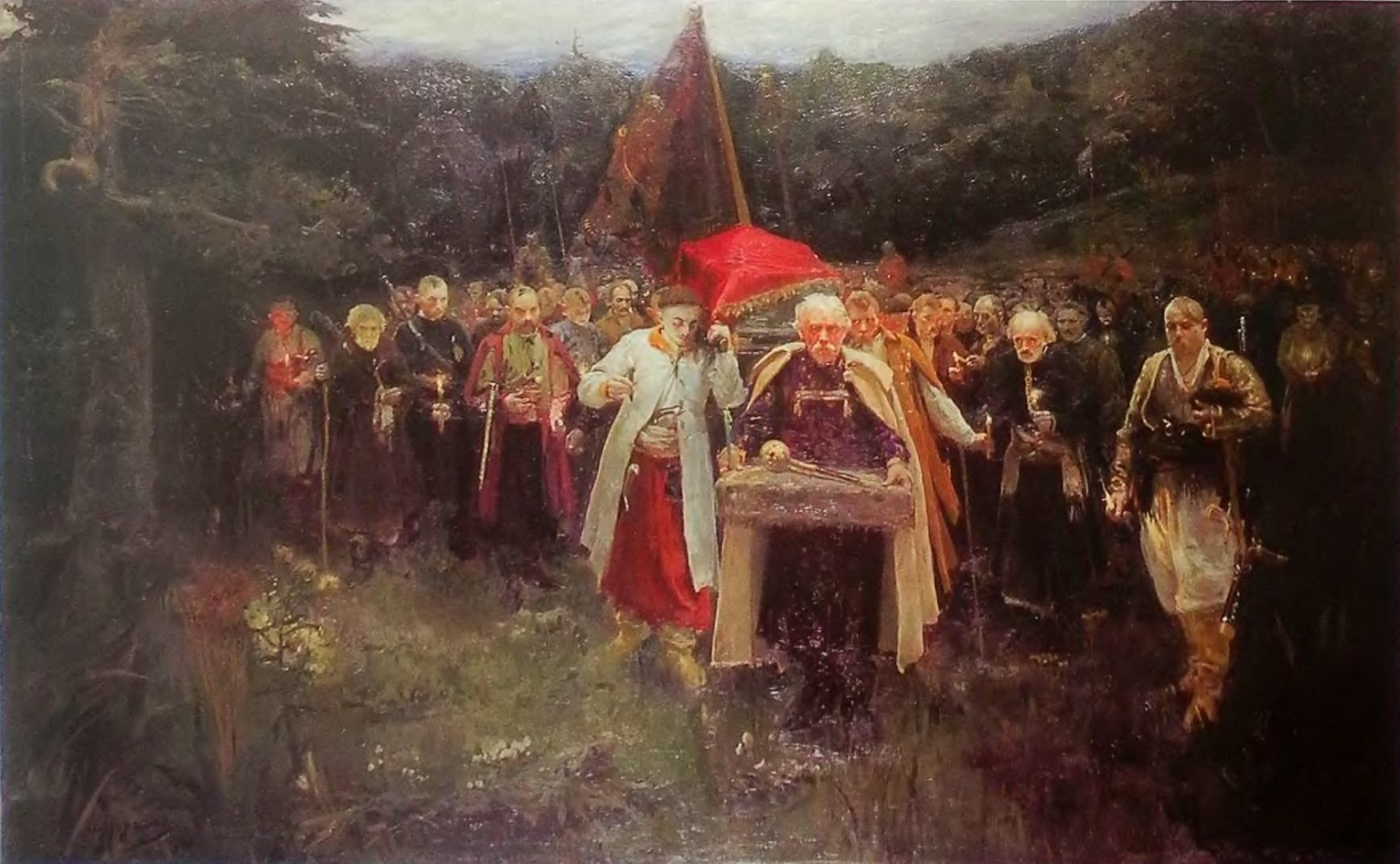
Pogrzeb koszowego

W latach 1894–1900 kształcił się pod kierunkiem Ilji Riepina. Za pracę dyplomową, obraz Pogrzeb koszowego, przedstawiający pogrzeb atamana Iwana Sirki, otrzymał złoty medal. Pod wpływem Riepina ukształtował się jego styl tworzenia portretów, w których starał się oddawać rysunek psychologiczny przedstawianej osoby. Po ukończeniu nauki otrzymał prawo do dwuletniego dalszego kształcenia w Europie. Kontynuował naukę w Paryżu i w Monachium. W stolicy Francji zapoznał się z twórczością impresjonistów, pod wpływem której zaczął odchodzić od dotychczasowego, akademickiego stylu tworzenia. Natomiast pobyt w Monachium, gdzie kształcił się w szkole Antona Ažbe, nie wpłynął znacznie na jego twórczość, tylko w nielicznych dziełach widoczne są ślady symbolizmu i secesji, kierunków rozwijanych wówczas przez monachijskich artystów.
W 1904 r. Muraszko wrócił do Petersburga. Razem z Dmitrijem Kardowskim, Michaiłem Latrim, Nikołajem Pietrowem i innymi artystami zainteresowanymi nowymi nurtami w malarstwie stworzył Nowe towarzystwo malarzy (ros. Новое общество художников - Nowoje obszczestwo chudożnikow). Wystawy, które zorganizowała grupa w różnych miastach Imperium Rosyjskiego, pozwoliły Muraszce zdobyć pewną rozpoznawalność w kraju. Obrazy w „nowoczesnym” stylu nie cieszyły się jednak nadzwyczajnym powodzeniem i artysta szybko popadł w kłopoty finansowe. W 1905 r. udał się w podróż nad Morze Śródziemne razem z ukraińskim mecenasem sztuki Ołeksandrem Tereszczenką, który cenił jego twórczość i zaproponował mu wspólny wyjazd do Francji, Włoch, Algieru i Tunisu. Po powrocie, w 1907 r., Muraszko zamieszkał ponownie razem z matką i ojczymem w Kijowie, mieście, z którym czuł się związany w sposób szczególny. Uznanie w Europie zyskał mu obraz Karuzela, który wystawił w Monachium w 1906 r. i który otrzymał złoty medal na X międzynarodowej wystawie, po czym został zakupiony przez Galerię Królewską w Budapeszcie. Prace Muraszki były wystawiane również w Berlinie, Kolonii, Amsterdamie, Wiedniu, Rzymie, Wenecji. 
Muraszko w 1909 r. ożenił się z Margaritą Kriuger. Małżonkowie nie mieli własnych dzieci, adoptowali dziewczynkę o imieniu Kateryna.

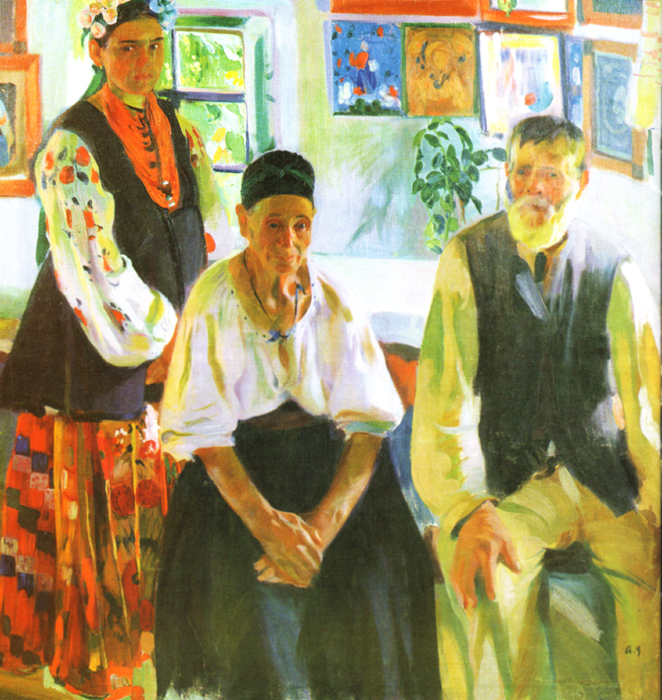
Rodzina chłopska

W 1909 r. Muraszko zaczął nauczać w szkole artystycznej w Kijowie, ale po trzech latach musiał odejść z pracy, nie godząc się na obowiązujący w niej konserwatywny program kształcenia. W 1913 r. razem z Anną Kriuger-Prachową, siostrą swojej żony, założył studio malarskie w domu Ginzburga przy ul. Instytuckiej w Kijowie, przyjmując uczniów na prywatny kurs malarstwa, rysunku i rzeźby. W 1916 r. przystąpił do towarzystwa pieriedwiżników. Tworzył dzieła o tematyce rodzajowej oraz portrety; wyjątkowe miejsce w jego dorobku zajmuje obraz Zwiastowanie, jedyny obraz Muraszki o tematyce religijnej, a zarazem jedno z najważniejszych dzieł malarstwa ukraińskiego w ogóle.
W 1917 r. Ołeksandr Muraszko brał udział w tworzeniu Ukraińskiej Akademii Sztuk Pięknych.
Wieczorem 14 czerwca 1919 r., w Kijowie pozostającym pod kontrolą bolszewików, Muraszko został zatrzymany w pobliżu własnego domu przez trzech nieznanych mężczyzn lub, według innego źródła, przez dwóch żołnierzy, którzy oskarżyli go o naruszenie przepisów o godzinie policyjnej. Następnego dnia przy ul. Dorohożyckiej znaleziono zwłoki zastrzelonego malarza. Nie ustalono, czy Muraszko został zabity z powodów politycznych, przez czekistów, czy też zginął z rąk pospolitych przestępców.
Ołeksandr Muraszko zapoczątkował nową fazę rozwoju ukraińskiego malarstwa. Wykształcony na petersburskiej Akademii w duchu realizmu, twórczo przekształcał inne kierunki, które poznał podczas studiów w Europie, wypracowując własny wyjątkowy styl. 
Największy zbiór dzieł Ołeksandra Muraszki posiada w swoich zbiorach Narodowe Muzeum Sztuki w Kijowie.